# Cosas raras
Cosas raras è una seconda raccolta della cantante messicana Julieta Venegas, che include canzoni, demo e colonne sonore che non sono mai state pubblicate in altri album. Nell'album sono presenti omaggi a Los Tigres del Norte, Pablo Neruda e Soda Stereo, oltre a colonne sonore per i film Maria Full of Grace, Quemar las Naves, Hotel Tivoli, Sólo Dios Sabe e Subterra.
L'uscita dell'album era prevista per il 26 gennaio 2008.

## Tracce
1. Mi principio (da Quemar las naves)
2. Donde nací
3. Lo que venga después (da Maria Full of Grace)
4. Jaula de oro (omaggio a Los Tigres del Norte)
5. El fuego y el combustible (da Hotel Tivoli)
6. Saudade (da Sólo Dios sabe)
7. Lágrimas negras (da Sólo Dios sabe)
8. A callarse (da Neruda en el corazón)
9. Amor incierto (demo)
10. Bajo otra luz (demo)
11. Lo que tú me das
12. A callarse
13. Disco eterno (da (Soda Stereo) Tributo)